# Paul Nathan

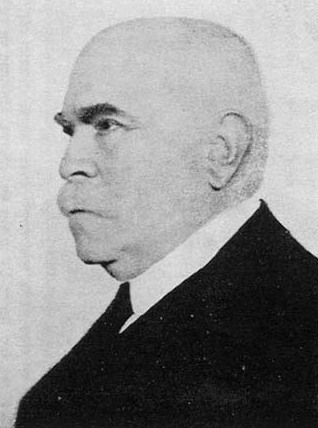
Paul Nathan

Paul Nathan (* 25. April 1857 in Berlin; † 15. März 1927 ebenda) war ein deutsch-jüdischer Sozialpolitiker.

## Leben
Nathan war der Sohn des Berliner Bankiers Wilhelm Nathan und Neffe des Bankiers Moritz von Cohn. Er arbeitete ab 1877 als Journalist. Er schrieb für die „Berliner Bürger-Zeitung“ und den „Berliner Börsen-Courier“ und studierte an der Friedrich-Wilhelms-Universität zu Berlin Geschichte und Nationalökonomie. Ab 1880 studierte er Archäologie an der Ruprecht-Karls-Universität Heidelberg. 1881 wurde er zum Dr. phil.  promoviert.
1901 gründete er den Hilfsverein der deutschen Juden. Er förderte den Aufbau des Schulwesens in Palästina, die Volkshochschule Berlin und die Notgemeinschaft der deutschen Wissenschaft. Nach den Kischinjow-Pogromen (1903) rief er die Vertreter von jüdischen Organisationen aus verschiedenen Ländern zu einer Erörterung der Situation zusammen und kontaktierte dem Zaren nahestehende russische Persönlichkeiten. Nach den Pogromen beim Bauernaufstand in Rumänien 1907 setzte er sich für eine Entschädigung der betroffenen Juden ein. 1907 unternahm er seine erste Palästinareise, um die Lebensumstände der jüdischen Siedler kennenzulernen. Ein Ergebnis dieser Reise war die Entscheidung des Hilfsvereins, das geplante Technikum, das heutige Technion, in Haifa im osmanisch-libenaesischen Vilâyet Beirut zu gründen, obwohl Vertreter Jerusalems im direkt osmanisch regierten Mutesarriflik Jerusalem sehr für ihre Stadt als Hochschulsitz geworben hatten.:39
Begeistert begrüßte er den Ersten Weltkrieg. Für ihn galt es, „Deutschland vor politischer und wirtschaftlicher Vernichtung zu bewahren“.

### Herausgeber
Nathan war Herausgeber der fünfbändigen Memoiren von Ludwig Bamberger und Mitherausgeber der Wochenschrift Die Nation (organisiert im Hilfsverein für die russischen Juden).

### Politik
Im  Deutschen Kaiserreich war er zunächst in der Nationalliberalen Partei. Von 1900 bis 1919 war er Stadtverordneter in Berlin für die Fortschrittliche Volkspartei. In der Weimarer Republik wurde er Mitglied der  Deutschen Demokratischen Partei (1919) und der SPD (1921).

## Werke
- Xanten-Cleve. Betrachtungen zum Prozeß Buschhof. Separat-Abdruck aus der Nation, Wochenschrift für Politik, Volkswirthschaft und Litteratur. Hermann, Berlin 1892 (s:Betrachtungen zum Prozeß Buschhof – Scan und Transkription bei Wikisource; zum Xantener Ritualmordvorwurf).
- Die Enttäuschungen unserer Gegner. August-September-Oktober. Eine Vierteljahrsabrechnung (= Ernst Jäckh [Hrsg.]: Der deutsche Krieg. Politische Flugschriften. Band 11). Deutsche Verlags-Anstalt, Stuttgart/Berlin 1914, DNB 36193078X, urn:nbn:at:AT-OOeLB-3818934 – Scan bei der digitalen Landesbibliothek Oberösterreich (35 S.).
- Palästína und palästinensischer Zionismus. Als Manuskript gedruckt. H. S. Hermann, Berlin 1914, DNB 57520303X (62 S.; ufdc.ufl.edu – Scan bei der University of Florida. George A. Smathers Libraries).
- Die Ostjuden in Deutschland und die antisemitische Reaktion (= Zeit- und Streitfragen. Heft 5). Philo-Verlag, Berlin 1922, DNB 361930798, urn:nbn:de:101:1-201508166707 (11 S.; eingeschränkte Vorschau in der Google-Buchsuche).
- Das Problem der Ostjuden. Vergangenheit – Zukunft. Philo-Verlag, Berlin 1926, DNB 575203048 (38 S.; s:Das Problem der Ostjuden – Scan und Transkription bei Wikisource).